# 우리집 (영화)
"우리집"은 대한민국의 드라마 영화이다. 윤가은 감독의 두 번째 작품으로, 2019년 8월 22일에 개봉하였다.

## 캐스팅
- 김나연 : 하나 역
- 김시아 : 유미 역
- 주예림 : 유진 역
- 안지호 : 찬 역
- 최정인 : 수진 역
- 이주원 : 민호 역
- 정은경 : 집주인 역
- 김준범 : 부동산사장 역
- 김한나 : 여세입자 역
- 임지형 : 남세입자 역
- 김수연 : 유미엄마 역
- 김경환 : 유미아빠 역
- 이태용 : 유미삼촌 역
- 김태엽 : 담임 역
- 설시연 : 지수 역
- 김소은 : 소은 역
- 황시연 : 시연 역
- 김종숙 : 시식코너직원 역
- 백경원 : 정육코너직원 역
- 정수지 : 알바생 역
- 정수일 : 편의점 손님 역
- 김준희 : 굴다리만취남 역
- 황은후 : 신혼부부 역
- 전석찬 : 신혼부부 역
- 설혜인 : 지아 역 (우정출연)
- 이서연 : 보라 역 (우정출연)
- 최수인 : 선 역 (우정출연)
- 강민준 : 윤 역 (우정출연)
- 장혜진 : 선의 엄마 역 (우정출연)
- 손석배 : 선의 아빠 역 (우정출연)

## 개봉
2019년 8월 22일 롯데엔터테인먼트를 통하여 대한민국 147개 스크린에서 개봉하였다.

## 평가

### 박스오피스
개봉 첫 주에는 16,002명을 동원하며 주간 박스오피스 13위를 차지하였다. 2주차에는 15,500명을 동원하며 주간 박스오피스 14위를 차지, 누적 관객수 3만 명을 돌파하였다. 3주차에는 10,070명을 동원하며 주간 박스오피스 17위를 기록하였다. 개봉 31일차인 9월 21일, 누적관객수 50,069명을 기록하며 5만 관객을 돌파하였다.

## 같이 보기
- 2019년 대한민국의 영화 목록